# Tuyên Ý Vương hậu
Tuyên Ý Vương hậu (chữ Hán: 宣懿王后; Hangul: 선의왕후; 14 tháng 12, năm 1705 - 12 tháng 8, năm 1775) là kế phối và là Vương phi của Triều Tiên Cảnh Tông, vị vua đời thứ 20 của Nhà Triều Tiên.

## Tiểu sử
Xuất thân Hàm Tùng Duẫn thị (咸從魚氏), sinh ngày 29 tháng 10 (tức ngày 14 tháng 12 dương lịch) vào năm thứ 31 thời Triều Tiên Túc Tông tại Sùng Giáo phường (崇敎坊), Đại Học Lộ. Bà là con gái của Hàm Nguyên Phủ viện quân Duẫn Hữu Quân (魚有龜) và Hoàn Lăng Phủ phu nhân Toàn Châu Lý thị (全州李氏), thuộc dòng dõi Vương tộc nhà Lý, hậu duệ 6 đời của Triều Tiên Trung Tông.
Năm Túc Tông thứ 44 (1718), thành hôn với Vương thế tử Lý Quân, trở thành Vương thế tử tần, lễ thành hôn diễn ra ở Hiếu Động bổn cung (義洞本宮; là tiềm để của Triều Tiên Hiếu Tông). Năm 1720, Thế tử kế vị, tức Triều Tiên Cảnh Tông, Duẫn thị trở thành Vương phi. Bà có với Cảnh Tông Đại vương một người con gái.
Khi Triều Tiên Anh Tổ tức vị, tôn thành Kính Thuần Vương đại phi (敬純王大妃).
Năm (1775), ngày 29 tháng 6 (tức ngày 12 tháng 8 dương lịch), Vương đại phi Duẫn thị qua đời ở Ngư Tảo đường (魚藻堂) thuộc Khánh Đức cung (慶德宮), hưởng thọ 70 tuổi. An táng tại Ý lăng (懿陵), toàn thuỵ là Kính Thuần Hiếu Nhân Huệ Mục Tuyên Ý vương hậu (敬純孝仁惠穆宣懿王后).

## Gia tộc
- Cao tổ phụ: Kinh kỳ tả đạo Thủy quân phán quan, tặng Tả tham tán Duẫn Hán Minh (魚漢明, 1592 - 1648), thụy Trung Cảnh công (忠景公).
- Cao tổ mẫu: An Đông Quyền thị (安東權氏, 1594 - 1670), tặng Trinh Kính phu nhân.
  - Tằng tổ phụ: Giang Nguyên đạo Quan sát sử, tặng Tả tham tán Duẫn Chấn Dực (魚震翼, 1625 - 1684).
  - Tằng tổ mẫu: Nguyên Châu Nguyên thị (原州元氏, 1625 - 1715), tặng Trinh Kính phu nhân, con gái Thông Sĩ lang Nguyên Tần (元玭).
    - Tổ phụ: Hán Thành Hữu Phủ doãn, tặng Lãnh nghị chính Duẫn Sử Hành (魚史衡, 1647 - 1723).
    - Tổ mẫu: Toàn Châu Liễu thị (全州柳氏), tặng Trinh Kính phu nhân.
      - Thân phụ: Lĩnh Đôn Ninh phủ sự, tặng Lĩnh nghị chính, Hàm Nguyên Phủ viện quân Duẫn Hữu Quân (魚有龜, 1675 - 1740), thụy Dực Hiến công (翼獻公).
      - Tiền mẫu: Toàn Nghĩa Lý thị (全義李氏, 1673 - 1692), tặng Toàn Thành Phủ phu nhân (全城府夫人).
        - Chị gái: Duẫn thị, lấy Tri sự Kim Thì Giáo (金時敎), con trai của Lân Đề huyện giám Kim Thì Đại (金盛大).

      - Thân mẫu: Toàn Châu Lý thị (全州李氏), tặng Hoàn Lăng Phủ phu nhân (完陵府夫人), con gái Huyện giám Lý Hạ Phiền (李夏蕃).
        - Anh trai: Công tào Phán thư Duẫn Tích Định (魚錫定, 1731 - 1793). Lấy Thanh Tùng Thẩm thị (靑松沈氏), sinh ra Duẫn Tích Ninh (魚錫寧), lấy con gái Nam Dương Hồng thị (南陽 洪氏) làm thê tử.

## Liên kết
1. https://thetalkingcupboard.com/joseon/royal-ladies-of-joseon-dynasty/